# Кубок ярмарок 1964/1965
Седьмой Кубок ярмарок был разыгран с 1964 по 1965 год. Кубок выиграл «Ференцварош» на поле соперника в одноматчевом финале обыграл «Ювентус». Это был всего второй финал, в котором не участвовал испанский клуб.

## Первый раунд
| Команда #1                    | Сумм.    | Команда #2          | 1й матч | 2й матч |
| ----------------------------- | -------- | ------------------- | ------- | ------- |
| КБ                            | 4 — 6    | ДОС                 | 3 — 4   | 1 — 2   |
| Валенсия                      | 2 — 4    | Льеж                | 1 — 1   | 1 — 3   |
| Белененсиш                    | 1 — 11:2 | Шелбурн             | 1 — 1   | 0 — 0   |
| Серветт                       | 3 — 8    | Атлетико Мадрид     | 2 — 2   | 1 — 6   |
| Реал Бетис                    | 1 — 3    | Стад Франсе         | 1 — 1   | 0 — 2   |
| Юнион                         | 0 — 2    | Ювентус             | 0 — 1   | 0 — 1   |
| Гёзтепе                       | 1 — 3    | Петролул            | 0 — 1   | 1 — 2   |
| Войводина                     | 2 — 20:2 | Локомотив (Пловдив) | 1 — 1   | 1 — 1   |
| Базель                        | 2 — 1    | Спора (Люксембург)  | 2 — 0   | 0 — 1   |
| Страсбур                      | 2 — 1    | Милан               | 2 — 0   | 0 — 1   |
| Барселона                     | 2 — 1    | Фиорентина          | 0 — 1   | 2 — 0   |
| Лейшойнш                      | 1 — 4    | Селтик              | 1 — 1   | 0 — 3   |
| Боруссия (Дортмунд)           | 4 — 3    | Бордо               | 4 — 1   | 0 — 2   |
| Юргорден                      | 2 — 7    | Манчестер Юнайтед   | 1 — 1   | 1 — 6   |
| Айнтрахт (Франкфурт-на-Майне) | 4 — 5    | Килмарнок           | 3 — 0   | 1 — 5   |
| Волеренга                     | 4 — 9    | Эвертон             | 2 — 5   | 2 — 4   |
| Загреб                        | 9 — 2    | Грацер              | 3 — 2   | 6 — 0   |
| Арис (Салоники)               | 0 — 3    | Рома                | 0 — 0   | 0 — 3   |
| Винер Шпорт-Клуб              | 3 — 1    | Лейпциг             | 2 — 1   | 1 — 0   |
| Ференцварош                   | 2 — 1    | Спартак (Брно)      | 2 — 0   | 0 — 1   |
| Атлетик Бильбао               | 4 — 2    | ОФК                 | 2 — 2   | 2 — 0   |
| Герта                         | 2 — 3    | Антверпен           | 2 — 1   | 0 — 2   |
| Данфермлин Атлетик            | 4 — 2    | Эргрюте             | 4 — 2   | 0 — 0   |
| Б 1913                        | 1 — 4    | Штутгарт            | 1 — 3   | 0 — 1   |

## Второй раунд
| Команда #1          | Сумм.    | Команда #2          | 1й матч | 2й матч |
| ------------------- | -------- | ------------------- | ------- | ------- |
| ДОС                 | 0 — 4    | Льеж                | 0 — 2   | 0 — 2   |
| Шелбурн             | 0 — 2    | Атлетико Мадрид     | 0 — 1   | 0 — 1   |
| Стад Франсе         | 0 — 1    | Ювентус             | 0 — 0   | 0 — 1   |
| Петролул            | 1 — 2    | Локомотив (Пловдив) | 1 — 0   | 0 — 2   |
| Базель              | 2 — 6    | Страсбур            | 0 — 1   | 2 — 5   |
| Барселона           | 3 — 1    | Селтик              | 3 — 1   | 0 — 0   |
| Боруссия (Дортмунд) | 1 — 10   | Манчестер Юнайтед   | 1 — 6   | 0 — 4   |
| Килмарнок           | 1 — 6    | Эвертон             | 0 — 2   | 1 — 4   |
| Загреб              | 1 — 2    | Рома                | 1 — 1   | 0 — 1   |
| Винер Шпорт-Клуб    | 2 — 20:2 | Ференцварош         | 1 — 0   | 1 — 2   |
| Атлетик Бильбао     | 3 — 0    | Антверпен           | 2 — 0   | 1 — 0   |
| Данфермлин Атлетик  | 1 — 0    | Штутгарт            | 1 — 0   | 0 — 0   |

## Третий раунд
| Команда #1        | Сумм.                | Команда #2          | 1й матч | 2й матч |
| ----------------- | -------------------- | ------------------- | ------- | ------- |
| Льеж              | 1 — 2                | Атлетико Мадрид     | 1 — 0   | 0 — 2   |
| Ювентус           | 2 — 22:1 (д.в.)      | Локомотив (Пловдив) | 1 — 1   | 1 — 1   |
| Страсбур          | 2 — 22:2 (д.в., жр.) | Барселона           | 0 — 0   | 2 — 2   |
| Манчестер Юнайтед | 3 — 2                | Эвертон             | 1 — 1   | 2 — 1   |
| Рома              | 1 — 3                | Ференцварош         | 1 — 2   | 0 — 1   |
| Атлетик Бильбао   | 1 — 12:1             | Данфермлин Атлетик  | 1 — 0   | 0 — 1   |

## Четвертьфиналы
| Команда #1      | Сумм.    | Команда #2        | 1й матч | 2й матч |
| --------------- | -------- | ----------------- | ------- | ------- |
| Атлетико Мадрид | авто     |                   | —       | -       |
| Ювентус         | авто     |                   | —       | -       |
| Страсбур        | 0 — 5    | Манчестер Юнайтед | 0 — 5   | 0 — 0   |
| Ференцварош     | 2 — 23:0 | Атлетик Бильбао   | 1 — 0   | 1 — 2   |

## Полуфиналы
| Команда #1        | Сумм.    | Команда #2  | 1й матч | 2й матч |
| ----------------- | -------- | ----------- | ------- | ------- |
| Атлетико Мадрид   | 4 — 41:3 | Ювентус     | 3 — 1   | 1 — 3   |
| Манчестер Юнайтед | 3 — 31:2 | Ференцварош | 3 — 2   | 0 — 1   |

## Финал
| 23 июня 1965 | \| Ювентус \| 0:1 \| Ференцварош \| \| \| Голы \| Феньвеши 74′ \| | Олимпийский стадион, Турин Зрителей: 25,000 |
| Ювентус      | 0:1                                                               | Ференцварош                                 |
|              | Голы                                                              | Феньвеши 74′                                |